# الرقعي
الرقعي منطقة كويتية او منطقه من مناطق محافظة الفروانيه في دوله الكويت وتقع على بعد 9 كلم الى جنوب غرب العاصمه. تتميز الرقعي بموقعها المميز والسياحي حيث يحدها من الشمال طريق الدائري الرابع ( طريق حسين بن علي الرومي) ويحدها من الجنوب طريق الدائري الخامس ( طريق الشيخ زايد بن سلطان آل نهيان) وتتميز ايضا بموقعها غرب منطقه الري ومجمع الافنيوز وشمال منطقه العارضيه الصناعيه
سميت منطقه الرقعي بهذا الاسم نسبه إلى معركه الرقعي التي حدثت في 28 يناير 1928 والتي كانت معركه بين القوات الكويتية بقيادة الشيخ علي الخليفة الصباح والشيخ علي السالم الصباح ومجموعة من قوات الإخوان بقيادة علي بن عشوان بالرقعي وذلك خلال غارات الأخوان على مناطق شمال نجد.